# 多里斯 (加利福尼亚州)
多里斯（英語：Dorris），是美国加利福尼亚州锡斯基尤县下属的一座城市。建市于1908年12月23日，面积大约为0.7平方英里（1.8平方公里）。根据2010年美国人口普查，该市有人口939人。